# Southern Company
Southern Company ist ein US-amerikanisches Energieunternehmen mit Sitz in Atlanta, Georgia. Das Unternehmen ist im Aktienindex S&P 500 und im Dow Jones Utility Average gelistet und produziert und verkauft Strom in den US-amerikanischen Bundesstaaten Alabama, Georgia, Florida und Mississippi. Southern Company ist der drittgrößte Treibhausgas-Emittent in den Vereinigten Staaten und betrieb über Jahrzehnte Klimawandelleugnung.

## Tochterunternehmen und Beteiligungen
- Alabama Power
- Georgia Power
- Gulf Power
- Mississippi Power
- Southern Company Services
- Southern Power
- Southern Communications Services
- Southern Telecom
- Southern Nuclear[3] (Betreiber der Atomkraftwerke Plant Hatch, Joseph M. Farley Nuclear Generating Station, Vogtle Electric Generating Plant)

1995 erwarb Southern Company das britische Unternehmen British South Western Electricity Board (SWEB). Erstmals erwarb ein US-amerikanischer Energieversorger ein ausländisches, privates Energieunternehmen. SWEB wurde 2003 von Southern Company an das französische Energieunternehmen EDF Energy verkauft.

## Klimawandelleugnung
Die Southern Company zählt zu den Unternehmen, die besonders stark Klimawandelleugnung betrieben, Zweifel an den Erkenntnissen der Klimaforschung hervorriefen und Klimaschutz verzögern. Unter anderem war sie Gründungsmitglied der Klimaleugnerorganisation Global Climate Coalition und finanzierte eine Reihe weiterer Klimaleugnerorganisationen, darunter das Information Council on the Environment (ICE) und das American Legislative Exchange Council (ALEC). Noch 2017 leugnete der Vorstandsvorsitzende des Unternehmens in einem Fernsehinterview den menschengemachten Klimawandel. Auch verzögert das Unternehmen den Umstieg auf saubere Energien.
Obwohl das Unternehmen bereits seit den 1960er Jahren den Klimawandel erforschen ließ und seit Anfang der 1970er Jahre vor den Gefahren des Klimawandels durch das Verbrennen fossiler Brennstoffe gewarnt worden war, gab es im Zeitraum 1993 bis 2004 mehr als 62 Millionen Dollar aus, um Desinformation zum Klimawandel zu fördern. Unter anderem finanzierte das Unternehmen auch den Klimaleugner Willie Soon.
Mit Stand 2022 war Southern Company der drittgrößte Treibhausgasproduzent in den Vereinigten Staaten.